# Anjum
Anjum (en frison : Eanjum) est un village de la commune néerlandaise de Noardeast-Fryslân, situé dans la province de Frise.

## Géographie
Le village est situé au nord de la Frise, près du Lauwersmeer et de la mer des Wadden, à 10 km au nord-est de Dokkum.

## Histoire
Anjum fait partie de la commune d'Oostdongeradeel avant 1984 puis de Dongeradeel avant le 1er janvier 2019, où celle-ci est supprimée et fusionnée avec Ferwerderadiel et Kollumerland en Nieuwkruisland pour former la nouvelle commune de Noardeast-Fryslân.

## Démographie
Le 1er janvier 2018, le village comptait 1 060 habitants.